# 马库斯理论

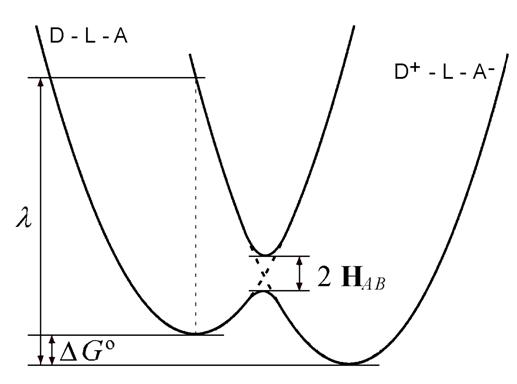
马库斯理论能级与化学坐标图示意图

马库斯理论（英語：Marcus theory）是最初由鲁道夫·马库斯于1956年提出的理论，用于解释電子轉移反应的速率——即电子可以从一种化学物质（称为电子供体）移动或跳跃到另一种化学物质（称为电子受体）的速率。它最初用于解决外层电子转移反应机制，其中两种化学物质的电荷仅随电子跃迁（例如Fe2+/Fe3+等离子的氧化）而改变，但不会发生大的结构变化。该理论也扩展到将内层电子转移的贡献考虑在内，其中考虑了两种化学物质的溶劑化或配位壳中的距离或几何形状的变化（Fe-O在Fe(H2O)2+和Fe(H2O)3+中的距离不同）。